# Liste des députés d'Île de France (Maurice)
Cet article présente la liste des députés élus d'Île de France (ancien nom de l'Île Maurice).
| Législature          | Début du mandat | Fin du mandat   | Durée                     | Député              | Groupe   | Ref   |
| -------------------- | --------------- | --------------- | ------------------------- | ------------------- | -------- | ----- |
| Convention nationale | 15 février 1793 | 26 octobre 1795 | 2 ans, 8 mois et 11 jours | Benoît-Louis Gouly  | Montagne | [ 3 ] |
| Convention nationale | 5 octobre 1793  | 26 octobre 1795 | 2 ans et 21 jours         | Jean-Jacques Serres | Montagne | [ 4 ] |